# Заједно (филм из 1981)
Заједно је југословенски ТВ филм из 1981. године. Режирао га је Сулејман Купусовић а сценарио је написао Славко Милановић.

## Улоге
| Глумац            | Улога |
| ----------------- | ----- |
| Вера Маргетић     |       |
| Нада Ђуревска     |       |
| Руди Алвађ        |       |
| Зоран Бечић       |       |
| Зијах Соколовић   |       |
| Хранислав Рашић   |       |
| Заим Музаферија   |       |
| Анђелко Шаренац   |       |
| Јадранка Матковић |       |